# Club sportif sfaxien (football)
Pour les articles homonymes, voir Club sportif sfaxien.
Maillots
Actualités
Dernière mise à jour : 3 juillet 2024.
Le Club sportif sfaxien (arabe : النادي الرياضي الصفاقسي), plus couramment abrégé en CS Sfaxien, est un club tunisien de football fondé en 1928 et basé dans la ville de Sfax.
Il constitue une section du club omnisports du même nom, le Club sportif sfaxien.
Historiquement, le CSS est le club le plus populaire de la région de Sfax. Depuis 1969, l'équipe de football figure parmi les premières équipes dans les compétitions nationales et internationales. Établis dans le stade Taïeb-Mehiri depuis sa construction, les noirs et blancs ont remporté huit championnats et sept coupes de Tunisie, trois coupes de la confédération (2007, 2008, 2013), une coupe de la CAF (1998) et deux Ligues des champions arabes (2000, 2004).
En 2015, l'équipe de football occupe la 96e place dans le classement mondial des clubs.

## Histoire

### Fondation
Durant la période où la ville de Sfax est sous le protectorat français, comme le reste du pays, les activités sportives s'organisent en fonction des communautés. Ainsi, l'équipe des chemins de fer, Sfax railway sport, abrite les joueurs de confessions juive et chrétienne, d'où l'idée de fonder une équipe de football pour les Tunisiens musulmans. Après une première tentative en 1912, dont les activités sont gelées par les Français, et une autre avortée, avec la Musulmane de Sfax constituée en 1922, le club est fondé le 28 mai 1928 sous le nom de Club tunisien par le journaliste Zouheir Ayadi avec les couleurs rouge et vert. Le premier comité est composé comme suit :
- président : Zouheir Ayadi ;

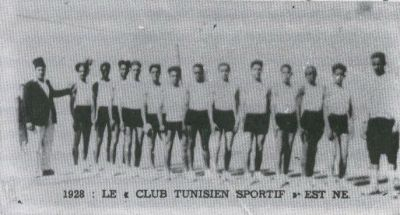
Premier effectif du Club tunisien en 1928.

- vice-présidents : Michel Loffreda et Hédi Tabka ;
- trésorier : Ahmed Trabelsi ;
- trésorier adjoint : Mohamed Kharrat ;
- secrétaire général (langue arabe) : Mohamed Kamoun ;
- secrétaire général (langue française) : Ali Chaghal ;
- directeur sportif : Béchir Charfi ;
- directeur sportif adjoint : Ali Bouhamed.

### Évolutions
Cette section ne s'appuie pas, ou pas assez, sur des sources secondaires ou tertiaires indépendantes du sujet. Le texte peut contenir des analyses inexactes ou inédites de sources primaires.
Pour l'améliorer, ajoutez-en, ou placez des modèles {{Source secondaire souhaitée}} ou {{Source secondaire nécessaire}} sur les passages mal sourcés. (mai 2022)

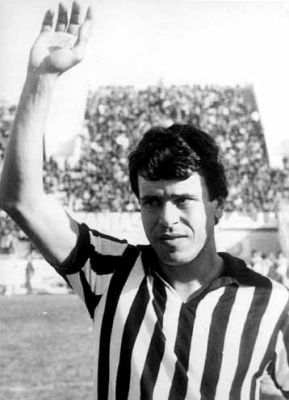
Hammadi Agrebi dit « Le Magicien ».

L'équipe est promue en division d'honneur tunisienne en 1939. Elle accède en division d'excellence (future division nationale et Ligue I) à l'issue de la saison 1946-1947 et s'y installe définitivement, ne connaissant plus de rétrogradation. Béchir Fendri crée le premier comité de supporters en 1950.
En 1962, le club change son nom en Club sportif sfaxien sous les couleurs noir et blanc. En 1969, le club remporte son premier championnat de Tunisie puis, en 1971, son premier doublé (championnat et coupe de Tunisie).
En 1978, le CSS fête son cinquantenaire avec le titre de champion de Tunisie de football grâce à ses joueurs internationaux : Hammadi Agrebi, Mohamed Ali Akid et Mokhtar Dhouib. Le 6 avril 1984, au Caire, le CSS est le premier club en Tunisie à s'engager dans une compétition africaine dans une rencontre face au Zamalek.
En 1995, le club remporte son deuxième doublé avec des joueurs comme Sami Trabelsi, Skander Souayah, Naceur Bedoui (gardien) et le capitaine Chokri Trabelsi. Le 28 novembre 1998, à Sfax, face à l'équipe de l'ASC Jeanne d'Arc du Sénégal (victoire à l'aller 1-0 au Sénégal et au retour 3-0 à Sfax), le CSS remporte sa première coupe de la CAF. En 2000, le club remporte la coupe arabe des clubs champions en Arabie saoudite.
Le deuxième titre arabe arrive en 2004 au Liban face à l'équipe égyptienne de l'Ismaily SC. Le 24 novembre 2007, le CSS remporte sa deuxième coupe de la CAF contre l'Al Merreikh Omdurman du Soudan (victoire à l'aller 4-2 à Omdurman et au retour 1-0 à Sfax).
Le 22 novembre 2008 à Sousse, le Club sportif sfaxien remporte pour la troisième fois de son histoire, et pour la deuxième année consécutive, la coupe de la CAF face à l'Étoile sportive du Sahel après un 0-0 à l'aller à Sfax et un 2-2 au retour à Sousse. En 2009, le club remporte sa quatrième coupe de Tunisie grâce au but d'Issam Merdassi dans les dernières minutes des prolongations contre l'Union sportive monastirienne. Il remporte en décembre la Coupe nord-africaine des vainqueurs de coupe face à Al Ahly Benghazi. En 2010, l'équipe se lance une nouvelle fois dans la coupe de la confédération mais son parcours se révèle difficile, avec des adversaires comme Al-Ahli Tripoli, Zanaco Football Club et Al Hilal Omdurman. Faute d'un bon effectif, il rate l'occasion d'obtenir un nouveau record au niveau africain ; le club perd en effet sa quatrième finale de la compétition, contre le Fath Union Sports.

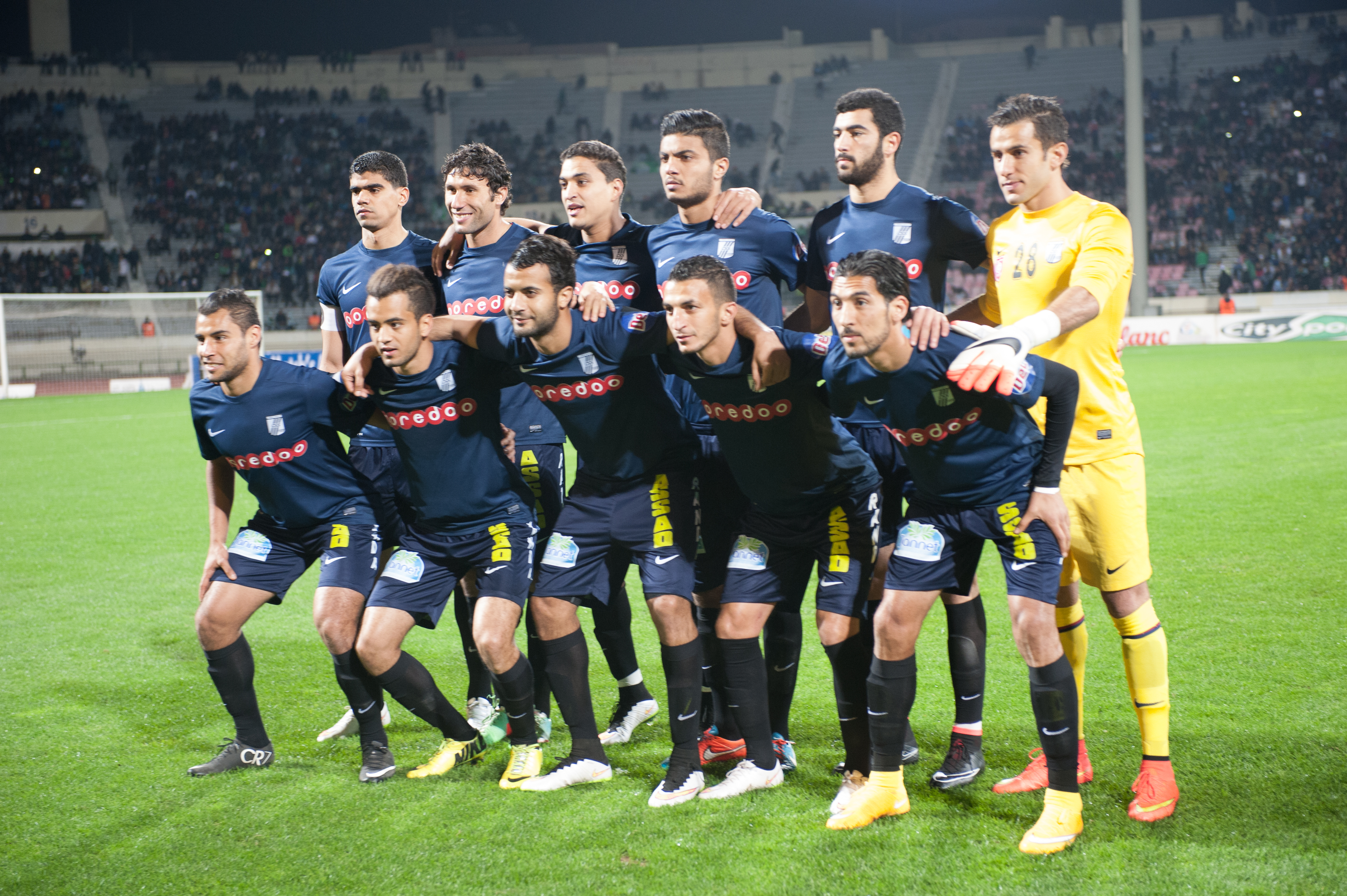
Joueurs du Club sportif sfaxien en 2015.

Le club remporte son huitième titre de champion de Tunisie en 2013, mais perd en finale de la coupe de Tunisie face à l'Étoile sportive du Sahel. Le club se qualifie pour la phase de poule de la coupe de la confédération pour la troisième année consécutive, en commençant par la phase de poules. Classé à la première place du groupe A, le club joue la demi-finale contre le Club athlétique bizertin. Après un match nul à Bizerte, le club s'impose en match retour sur le score de 1-0 et se qualifie pour la finale, qu'il remporte face au TP Mazembe après une victoire au stade olympique de Radès (2-0) et une défaite en match retour (2-1) ; cette coupe est la troisième dans le palmarès du club.
En tant que vainqueur de la coupe de la confédération, le club joue la Supercoupe de la CAF au Caire, face à Al Ahly, le vainqueur de la précédente Ligue des champions de la CAF ; le club échoue pour la troisième fois à ajouter cette coupe à son palmarès en s'inclinant sur le score de 3-2. Le club reprend par ailleurs la Ligue des champions après une absence de huit ans.

## Palmarès
| National | Régional | International | Amical |
| --- | --- | --- | --- |
| - Championnat de Tunisie (8) - Vainqueur : 1969, 1971, 1978, 1981, 1983, 1995, 2005, 2013 - Vice-champion : 1950, 1966, 2014, 2020 - Coupe de Tunisie (7) - Vainqueur : 1971, 1995, 2004, 2009, 2019, 2021, 2022 - Finaliste : 1977, 1984, 1997, 2000, 2010, 2012, 2014 - Coupe Hédi Chaker (2) - Vainqueur : 1963, 1966 - Finaliste : 1965 - Coupe de la Ligue tunisienne (1) - Vainqueur : 2003 - Finaliste : 2000 - Supercoupe de Tunisie - Finaliste : 1995, 2019, 2021 | - Coupe de l'UAFA (2) - Vainqueur : 2000, 2004 - Finaliste : 2005 - Coupe nord-africaine des vainqueurs de coupe (1) - Vainqueur : 2009 - Supercoupe de l'UNAF - Finaliste : 2010 - Coupe du Maghreb des clubs champions - Finaliste : 1970, 1972 | - Coupe de la confédération (3) - Vainqueur : 2007, 2008, 2013 - Finaliste : 2010 - Coupe de la CAF (1) - Vainqueur : 1998 - Ligue des champions de la CAF - Finaliste : 2006 - Supercoupe d'Afrique - Finaliste : 2007, 2008, 2014 | - Tournoi de Abha (1) - Vainqueur : 1999 - Tournoi de l'amitié (1) - Vainqueur : 2011 - Tournoi du Printemps arabe (1) - Vainqueur : 2012 - Tournoi international de Salalah (1) - Vainqueur : 2018 - Tournoi international de Bani Yas - Finaliste : 2011 - Tournoi international de Tabouk - Finaliste : 2017 |

## Personnalités

### Présidents
| Pays                  | Nom                 | Période   |
| --------------------- | ------------------- | --------- |
| Drapeau de la Tunisie | Zouhair Ayadi       | 1928-1931 |
| Drapeau de la Tunisie | Ali Cherif          | 1931-1932 |
| Drapeau de la Tunisie | Messaoud Ben Saad   | 1932-1934 |
| Drapeau de la Tunisie | Ahmed Bouslama      | 1934-1936 |
| Drapeau de la Tunisie | Abderrahman Aloulou | 1936-1938 |
| Drapeau de la Tunisie | Mohamed Elloumi     | 1938-1946 |
| Drapeau de la Tunisie | Habib Meziou        | 1946-1948 |
| Drapeau de la Tunisie | Abdelkader Jemal    | 1948-1950 |
| Drapeau de la Tunisie | Abdelaziz Hammami   | 1950-1951 |
| Drapeau de la Tunisie | Tahar Elleuch       | 1951-1953 |
| Drapeau de la Tunisie | Tahar Gargouri      | 1953-1954 |
| Drapeau de la Tunisie | Mohamed Halouani    | 1954-1955 |
| Drapeau de la Tunisie | Ahmed Akrout        | 1955-1956 |
| Drapeau de la Tunisie | Habib Larguech      | 1956-1961 |

| Pays                  | Nom                    | Période   |
| --------------------- | ---------------------- | --------- |
| Drapeau de la Tunisie | Abdesselem Kallel      | 1961-1964 |
| Drapeau de la Tunisie | Mohamed Driss          | 1964-1965 |
| Drapeau de la Tunisie | Taoufik Zahaf          | 1965-1966 |
| Drapeau de la Tunisie | Hédi Bouricha          | 1966-1967 |
| Drapeau de la Tunisie | Taoufik Zahaf          | 1967-1970 |
| Drapeau de la Tunisie | Mohamed Mezghanni      | 1970-1976 |
| Drapeau de la Tunisie | Taoufik Zahaf          | 1976-1978 |
| Drapeau de la Tunisie | Ismaïl Baklouti        | 1978-1979 |
| Drapeau de la Tunisie | Hédi Bouricha          | 1979-1980 |
| Drapeau de la Tunisie | Abdelaziz Ben Abdallah | 1980-1988 |
| Drapeau de la Tunisie | Mohamed Aloulou        | 1988-1989 |
| Drapeau de la Tunisie | Taoufik Zahaf          | 1989-1990 |
| Drapeau de la Tunisie | Ismaïl Baklouti        | 1990-1992 |
| Drapeau de la Tunisie | Abdelaziz Ben Abdallah | 1992-1996 |

| Pays                  | Nom                 | Période   |
| --------------------- | ------------------- | --------- |
| Drapeau de la Tunisie | Jamel Arem          | 1996-1998 |
| Drapeau de la Tunisie | Lotfi Abdennadher   | 1998-2002 |
| Drapeau de la Tunisie | Slaheddine Zahaf    | 2002-2008 |
| Drapeau de la Tunisie | Moncef Sellami      | 2008-2010 |
| Drapeau de la Tunisie | Naoufal Zahaf       | 2010-2011 |
| Drapeau de la Tunisie | Moncef Sellami      | 2011-2012 |
| Drapeau de la Tunisie | Lotfi Abdennadher   | 2012-2016 |
| Drapeau de la Tunisie | Moncef Khemakhem    | 2016-2022 |
| Drapeau de la Tunisie | Moncef Sellami      | 2022      |
| Drapeau de la Tunisie | Mohamed Trabelsi    | 2022-2023 |
| Drapeau de la Tunisie | Jawhar Lâadhar      | 2023-2024 |
| Drapeau de la Tunisie | Abdelaziz Makhloufi | 2024-2025 |
| Drapeau de la Tunisie | Mehdi Frikha        | 2025-     |

### Entraîneurs
| Pays                            | Nom                   | Période   |
| ------------------------------- | --------------------- | --------- |
| Drapeau de la Tunisie           | Taoufik Ben Slama     | 1947-1948 |
| Drapeau de la France            | Xavier Scotto         | 1948-1949 |
| Drapeau de la France            | Marc Orsoni           | 1949-1950 |
| Drapeau de la France            | René Ehms             | 1950-1951 |
| Drapeau de la France            | Noël Gallo            | 1953-1954 |
| Drapeau de la Tunisie           | Habib Marzouk         | 1953-1955 |
| Drapeau de la Tunisie           | Mohamed Najjar        | 1955-1957 |
| Drapeau de la Tunisie           | Habib Fendri          | 1957-1958 |
| Drapeau de la Tunisie           | Mongi Keskes          | 1958-1959 |
| Drapeau de l'Algérie            | Mokhtar Arribi        | 1959-1961 |
|                                 | Milan Kristić         | 1961-1966 |
|                                 | Acimovic Branislav    | 1966-1968 |
|                                 | Gregors Georgevic     | 1971-1972 |
|                                 | Jivko Popadic         | 1972-1973 |
| Drapeau de la Tunisie           | Ammar Nahali          | 1973-1974 |
|                                 | Radojica Radojičić    | 1974-1975 |
| Drapeau de la Tunisie           | Habib Jerbi           | 1975-1976 |
|                                 | Milor Popov           | 1976-1978 |
|                                 | Radojica Radojičić    | 1978-1979 |
| Drapeau de la Tunisie           | Mongi Dalhoum         | 1979-1980 |
| Drapeau : Allemagne de l'Ouest  | Michel Pfeifer        | 1980-1981 |
| Drapeau : Allemagne de l'Ouest  | Peter Mucha           | 1981-1982 |
| Drapeau : Allemagne de l'Ouest  | Manfred Steves        | 1981-1982 |
|                                 | Milor Popov           | 1982-1984 |
|                                 | Jean-Pierre Knayer    | 1984-1985 |
| Drapeau de la Tunisie           | Ahmed Ouannes         | 1985-1986 |
| Drapeau de la France            | Hervé Revelli         | 1986-1987 |
| Drapeau du Portugal             | Ryszard Kulesza       | 1986-1987 |
| Drapeau de la Tunisie           | Mokhtar Tlili         | 1987-1988 |
|                                 | Gregors Georgevic     | 1988-1989 |
| Drapeau de la Bulgarie          | Stefan Aladzhov       | 1989-1990 |
| Drapeau de la Tunisie           | Mongi Dalhoum         | 1990-1992 |
| Drapeau de la Tunisie           | Amor Dhib             | 1992-1993 |
| Drapeau du Brésil               | José Paolo Rubim      | 1993-1995 |
| Drapeau du Brésil               | David Ferreiran       | 1995-1996 |
| Drapeau de l'Allemagne          | Werner Olke           | 1995-1996 |
| Drapeau du Brésil               | José Paolo Rubim      | 1996-1997 |
| Drapeau de la Tunisie           | Faouzi Benzarti       | 1996-1997 |
| Drapeau de l'Allemagne          | Eckhard Krautzun      | 1996-1997 |
| Drapeau de l'Ukraine            | Yuri Sebastienko      | 1997-1998 |
| Drapeau de l'Allemagne          | Eckhard Krautzun      | 1998-1999 |
| Drapeau du Brésil               | José Dutra dos Santos | 1999-2000 |
| Drapeau de la Tunisie           | Khaled Ben Yahia      | 1999-2000 |
| Drapeau de Serbie-et-Monténégro | Miodrag Ješić         | 2000-2001 |
| Drapeau de la Tunisie           | Riadh Charfi          | 2000-2001 |
| Drapeau de Serbie-et-Monténégro | Silvester Takač       | 2001-2002 |
| Drapeau de la France            | Manuel Amoros         | 2001-2002 |

| Pays                   | Nom                   | Période   |
| ---------------------- | --------------------- | --------- |
| Drapeau de l'Allemagne | Otto Pfister          | 2002-2003 |
| Drapeau de la Tunisie  | Mrad Mahjoub          | 2003-2004 |
| Drapeau de la Suisse   | Michel Decastel       | 2004-2006 |
| Drapeau de la Tunisie  | Mrad Mahjoub          | 2006-2007 |
| Drapeau de la Suisse   | Michel Decastel       | 2007-2008 |
| Drapeau de la Tunisie  | Khaled Ben Yahia      | 2007-2008 |
| Drapeau de la Tunisie  | Ghazi Ghrairi         | 2008-2009 |
| Drapeau de l'Algérie   | Azzedine Aït Djoudi   | 2009-2010 |
| Drapeau de la Croatie  | Luka Peruzović        | 2009-2010 |
| Drapeau de la France   | Pierre Lechantre      | 2010-2010 |
| Drapeau de la Tunisie  | Nabil Kouki           | 2010-2011 |
| Drapeau de l'Allemagne | Reinhard Stumpf       | 2011-2012 |
| Drapeau de la Tunisie  | Nabil Kouki           | 2012      |
| Drapeau des Pays-Bas   | Ruud Krol             | 2012-2013 |
| Drapeau de la Tunisie  | Hamadi Dhaou          | 2013-2014 |
| Drapeau de la France   | Philippe Troussier    | 2014      |
| Drapeau de la Tunisie  | Ghazi Ghrairi         | 2014-2015 |
| Drapeau du Portugal    | Paulo Duarte          | 2015      |
| Drapeau de la Tunisie  | Chiheb Ellili         | 2015-2016 |
| Drapeau de la Tunisie  | Anis Jerbi            | 2016      |
| Drapeau de l'Argentine | Néstor Clausen        | 2016-2017 |
| Drapeau du Portugal    | Jorge Costa           | 2017      |
| Drapeau du Portugal    | José Mota             | 2017      |
| Drapeau de la Tunisie  | Lassaad Dridi         | 2017-2018 |
| Drapeau de la Tunisie  | Ghazi Ghrairi         | 2018      |
| Drapeau des Pays-Bas   | Ruud Krol             | 2018-2019 |
| Drapeau de la Tunisie  | Fethi Jebel           | 2019      |
| Drapeau du Monténégro  | Nebojša Jovović       | 2019      |
| Drapeau de la Tunisie  | Fathi Jabali          | 2019-2020 |
| Drapeau de la Tunisie  | Faouzi Benzarti       | 2020      |
| Drapeau de la Tunisie  | Anis Boujelbene       | 2020-2021 |
| Drapeau de l'Espagne   | José Murcia (en)      | 2021      |
| Drapeau de la Tunisie  | Hamadi Dhaou          | 2021      |
| Drapeau de l'Italie    | Giovanni Solinas (en) | 2021-2022 |
| Drapeau du Portugal    | Jorge Costa           | 2022      |
| Drapeau de la Tunisie  | Nabil Kouki           | 2022      |
| Drapeau de la Tunisie  | Karim Dalhoum         | 2022      |
| Drapeau de l'Italie    | Maurizio Jacobacci,   | 2022-2023 |
| Drapeau de la Tunisie  | Anis Boujelbene       | 2023      |
| Drapeau de la Tunisie  | Yosri Ben Kahla       | 2023      |
| Drapeau de l'Égypte    | Hossam Al Badry       | 2023      |
| Drapeau de la Tunisie  | Nabil Kouki           | 2023-2024 |
| Drapeau de la Tunisie  | Karim Dalhoum         | 2024      |
| Drapeau de la Tunisie  | Mohamed Kouki         | 2024      |
| Drapeau du Portugal    | Alexandre Santos      | 2024-2025 |
| Drapeau de la Tunisie  | Lassaad Dridi         | 2025      |
| Drapeau de la Tunisie  | Mohamed Kouki         | 2025-     |

### Effectif

#### Joueurs internationaux
Historiquement, le Club sportif sfaxien a accueilli quelques-uns des meilleurs footballeurs de l'histoire du football tunisien, ce qui le place parmi les équipes qui ont fourni le plus de joueurs à l'équipe nationale. Ils ont participé à toutes les compétitions internationales[source secondaire nécessaire], dont la coupe du monde, la coupe d'Afrique des nations, le championnat d'Afrique des nations, les Jeux méditerranéens et les Jeux olympiques. Certains d'entre eux ont remporté la coupe d'Afrique des nations en 2004 et le championnat d'Afrique des nations en 2011. D'autres ont remporté la Coupe arabe des nations de football (1963), la Coupe de Palestine (1974) ou la médaille d'or des Jeux méditerranéens de 2001. C'est l'entraîneur national Sami Trabelsi qui compte le plus de sélections parmi eux (77) suivi de Hatem Trabelsi (61).
| Poste | Nom                      | Palmarès | Poste | Nom               | Palmarès | Poste | Nom                 | Palmarès | Poste | Nom                     | Palmarès |
| ----- | ------------------------ | -------- | ----- | ----------------- | -------- | ----- | ------------------- | -------- | ----- | ----------------------- | -------- |
| G     | Naceur Bedoui            |          | D     | Moncef Melliti    |          | M     | Ali Graja           |          | A     | Alaya Sassi             |          |
| G     | Khaled Fadhel            |          | D     | Sami Trabelsi     |          | M     | Sofiène Fkih        |          | A     | Mohamed Ali Akid        |          |
| G     | Abdelwahed Abdallah      |          | D     | Hatem Trabelsi    |          | M     | Hammadi Agrebi      |          | A     | Mongi Dalhoum           |          |
| G     | Touhami Ben Zid Maraâoui |          | D     | Habib Tounsi      |          | M     | Mohamed Soudani     |          | A     | Abbes Abbes             |          |
| G     | Rami Jridi               |          | D     | Issam Merdassi    |          | M     | Skander Souayah     |          | A     | Imed Ben Younes         |          |
| G     | Sadok Chebchoub          |          | D     | Amir Haj Massaoud |          | M     | Ahmed Hammi         |          | A     | Haikel Gmamdia          |          |
| G     | Mohamed Hedi Gaaloul     |          | D     | Wissem Abdi       |          | M     | Anis Boujelbene     |          | A     | Hamza Younes            |          |
| G     | Aymen Dahmen             |          | D     | Mokhtar Dhouib    |          | M     | Abdelwahab Benghazi |          | A     | Slama Kasdaoui          |          |
|       |                          |          | D     | Ridha Lejmi       |          | M     | Haythem Mrabet      |          | A     | Moncef El Gayed         |          |
|       |                          |          | D     | Mahmoud Ben Salah |          | M     | Abdelkarim Nafti    |          | A     | Mourad Rannen           |          |
|       |                          |          | D     | Fatah Gharbi      |          | M     | Maher Haddad        |          | A     | Badreddine Henchiri     |          |
|       |                          |          | D     | Imed Chakroun     |          | M     | Chedi Hammemi       |          | A     | Sofiane Sassi           |          |
|       |                          |          | D     | Hédi Lajdel       |          | M     | Chaker Bargaoui     |          | A     | Foued Dergaâ            |          |
|       |                          |          | D     | Slaheddine Ayadi  |          | M     | Abdelwahab Trabelsi |          | A     | Mohamed Salah Meftah    |          |
|       |                          |          | D     | Ramzi Toujani     |          | M     | Chokri Trabelsi     |          | A     | Abderrazak Soudani      |          |
|       |                          |          | D     | Abdelkrim Ghorbal |          | M     | Rachid Bouaziz      |          | A     | Fakhreddine Ben Youssef |          |
|       |                          |          | D     | Mabrouk El Houch  |          | M     | Maher Hannachi      |          | A     | Taha Yassine Khenissi   |          |
|       |                          |          | D     | Ali Maaloul       |          | M     | Ferjani Sassi       |          | A     | Firas Chaouat           |          |
|       |                          |          | D     | Hamza Mathlouthi  |          | M     | Mohamed Ali Moncer  |          |       |                         |          |
|       |                          |          | D     | Yassine Meriah    |          | M     | Karim Aouadhi       |          |       |                         |          |
|       |                          |          | D     | Heni Amamou       |          | M     | Oussema Amdouni     |          |       |                         |          |
|       |                          |          | D     | Nassim Hnid       |          |       |                     |          |       |                         |          |

 : vainqueurs de la CAN sous les couleurs du club
 : finalistes de la CAN sous les couleurs du club
 : vainqueurs du CHAN sous les couleurs du club

#### Meilleurs buteurs en compétitions officielles
Le meilleur buteur de l'histoire du Club sportif sfaxien est Mongi Dalhoum, avec 108 buts inscrits dont 80 en championnat, 26 en coupe et deux en coupe du Maghreb des clubs champions. Depuis l'indépendance, les attaquants du club ont toujours été présents dans la liste des buteurs du championnat.
| Nom                | Buts    | Saison    |
| ------------------ | ------- | --------- |
| Mongi Dalhoum      | 15 buts | 1963-1964 |
| Mongi Dalhoum      | 18 buts | 1965-1966 |
| Haikel Gmamdia     | 10 buts | 2003-2004 |
| Haikel Gmamdia     | 12 buts | 2004-2005 |
| Tarek Ziadi        | 13 buts | 2006-2007 |
| Ali Maaloul        | 16 buts | 2015-2016 |
| Alaeddine Marzouki | 9 buts  | 2017-2018 |
| Firas Chaouat      | 10 buts | 2018-2019 |

| Nom            | Buts   | Saison    |
| -------------- | ------ | --------- |
| Tenema N'Diaye | 8 buts | 2003-2004 |

#### Meilleurs footballeurs tunisiens
| Nom                     | Saison    |
| ----------------------- | --------- |
| Hammadi Agrebi          | 1974-1975 |
| Mokhtar Dhouib          | 1979-1980 |
| Skander Souayah         | 1993-1994 |
| Fakhreddine Ben Youssef | 2013-2014 |

## Infrastructures

### Stade Taïeb-Mehiri

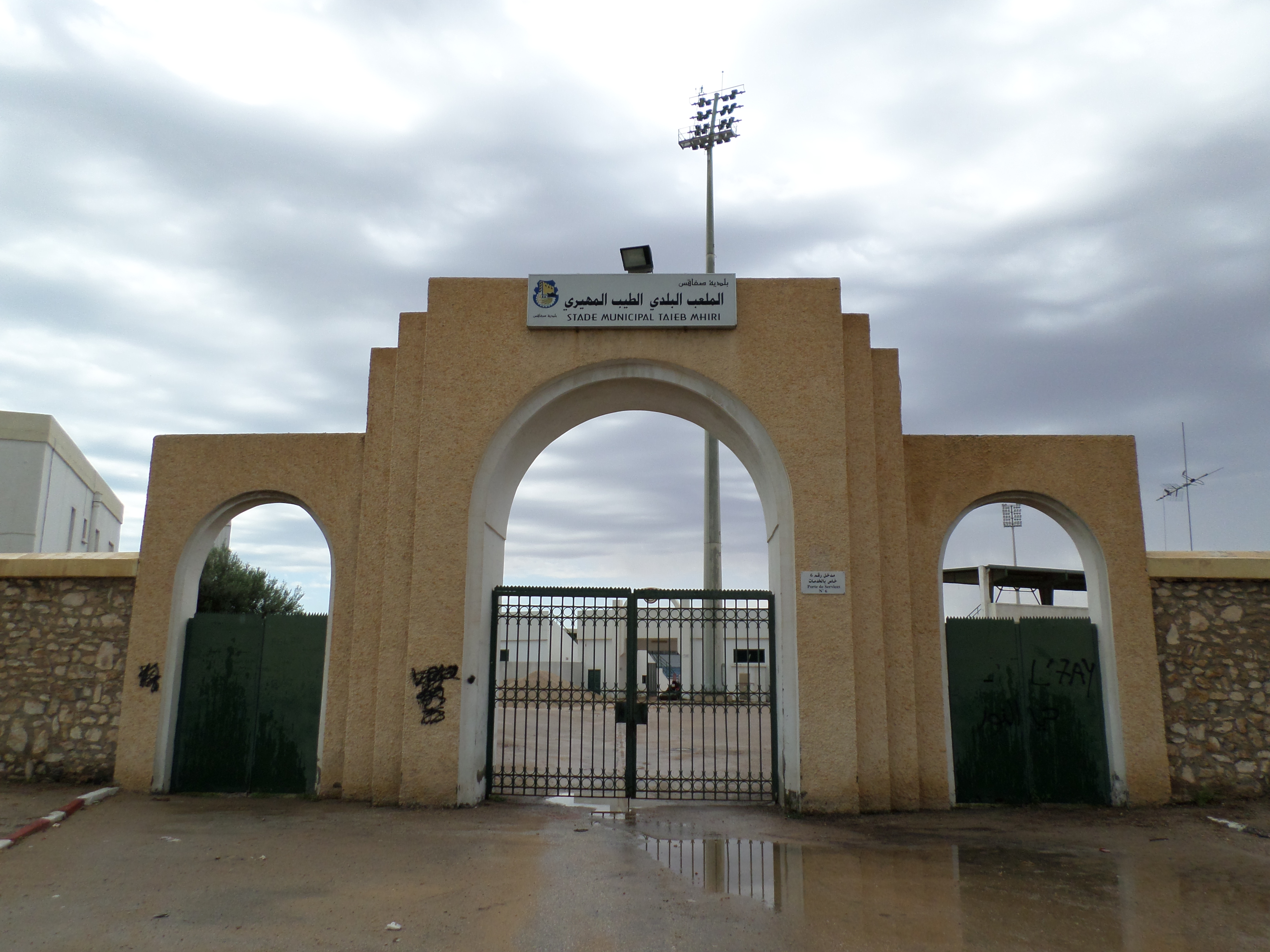
Entrée du stade Taïeb-Mehiri.

Le stade Taïeb-Mehiri, d'une capacité de 22 000 places, accueille les matchs du Club sportif sfaxien depuis sa construction en 1938. Il a été rénové deux fois durant son histoire : la première en 1988 pour augmenter sa capacité avec l'ajout des gradins et couvrir les gradins d'honneurs du stade. la deuxième à l'occasion de l'organisation de la coupe d'Afrique des nations en Tunisie ; cette dernière modification a permis de couvrir les trois quarts des gradins. Le stade Taïeb-Mehiri se trouve dans le centre de la ville de Sfax.

### Complexe sportif de la route El-Matar
Cette section ne s'appuie pas, ou pas assez, sur des sources secondaires ou tertiaires indépendantes du sujet. Le texte peut contenir des analyses inexactes ou inédites de sources primaires.
Pour l'améliorer, ajoutez-en, ou placez des modèles {{Source secondaire souhaitée}} ou {{Source secondaire nécessaire}} sur les passages mal sourcés. (mai 2022)
Le complexe sportif de la route El-Matar est le local historique du Club sportif sfaxien. Fondé le 30 novembre 1985 par Abdelaziz Ben Abdallah, il se trouve à proximité des cités les plus populaires de Sfax. Il se compose d'un bloc logement à deux étages avec des chambres pour les jeunes joueurs du club, une administration, un restaurant, une cuisine et quatre terrains de football. Le complexe subit en 2011 des travaux de rénovation afin d'améliorer l'environnement de l'accueil des joueurs dans le foyer du local et améliorer les conditions d'entraînement des jeunes.

### Complexe sportif de la rue Raed El Bjaoui
Cette section ne s'appuie pas, ou pas assez, sur des sources secondaires ou tertiaires indépendantes du sujet. Le texte peut contenir des analyses inexactes ou inédites de sources primaires.
Pour l'améliorer, ajoutez-en, ou placez des modèles {{Source secondaire souhaitée}} ou {{Source secondaire nécessaire}} sur les passages mal sourcés. (mai 2022)
Le complexe sportif de la rue Raed El Bjaoui est le local du Club sportif sfaxien. Fondé par Slaheddine Zahaf et Lotfi Abdennadher et occupant une superficie d'environ cinq hectares, il se compose d'un bloc de logement à deux étages avec des chambres climatisées pour les jeunes joueurs du club, un étage pour l'administration, un restaurant et une cuisine, une salle de musculation, une salle de classe, une boutique, une salle de sport et trois terrains de football. Le complexe sportif de la rue Raed El Bjaoui devient, avec l'assemblée générale extraordinaire du début 2011, le siège officiel du Club sportif sfaxien.

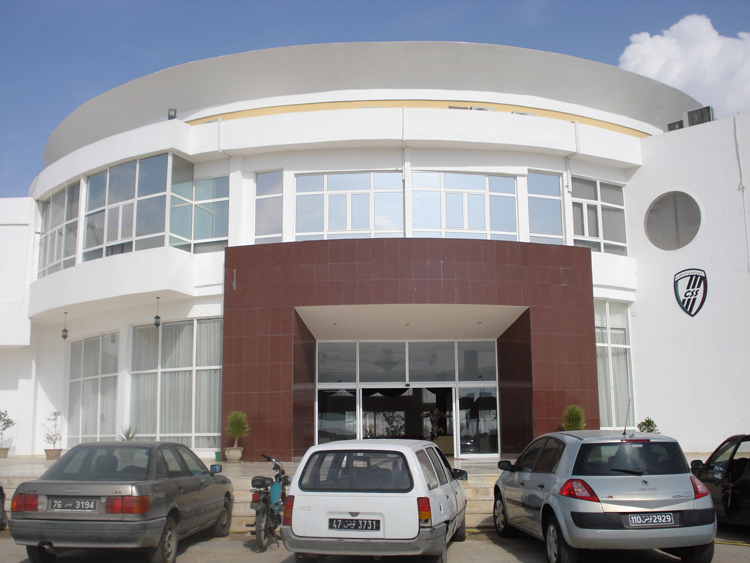
Entrée du complexe de la rue Raed El Bjaoui.
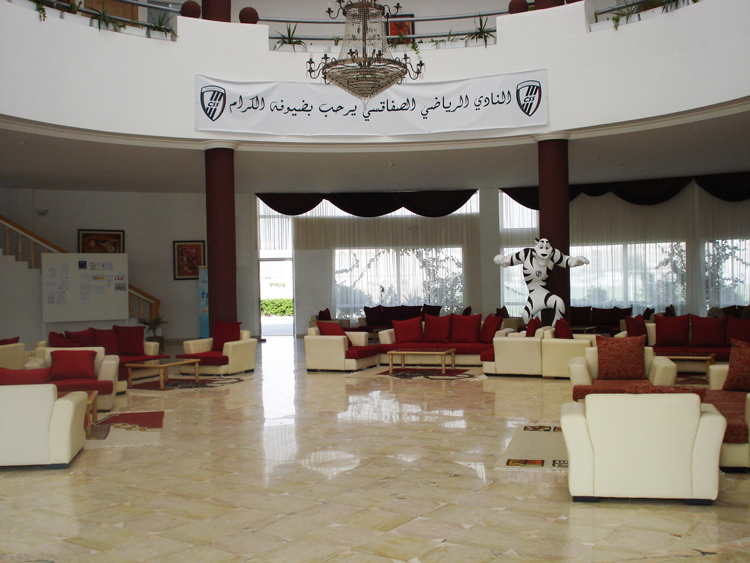
Réception du complexe.
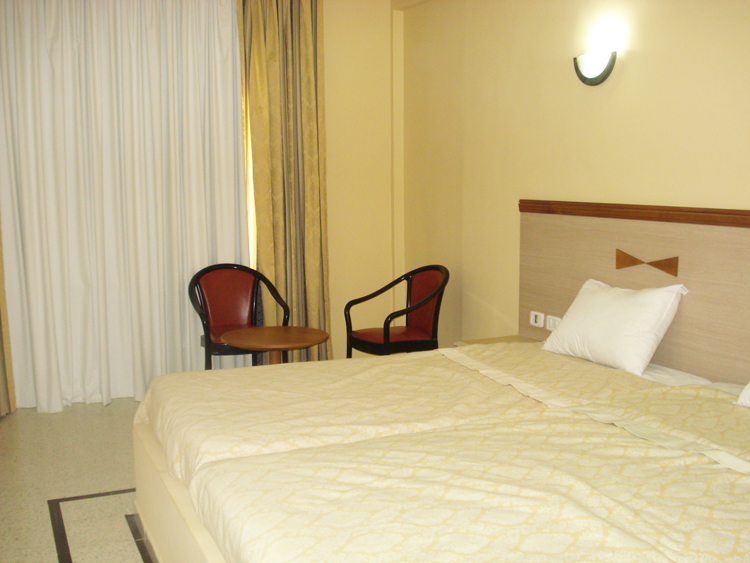
Chambre des joueurs.
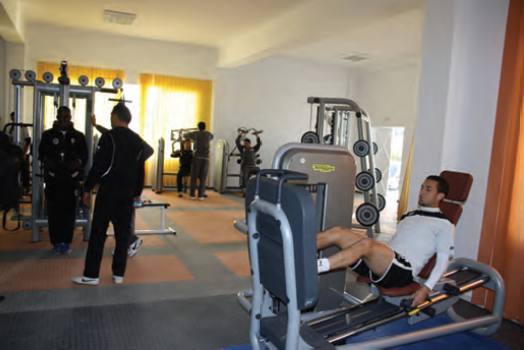
Salle de musculation.
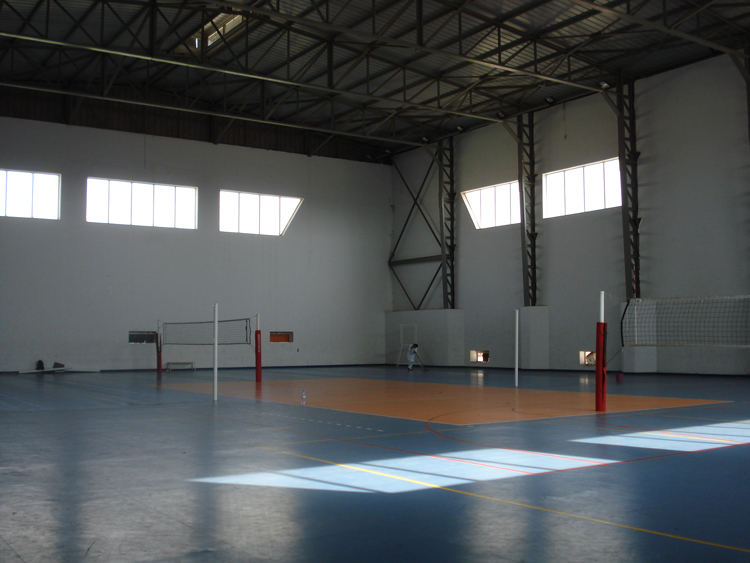
Salle couverte.
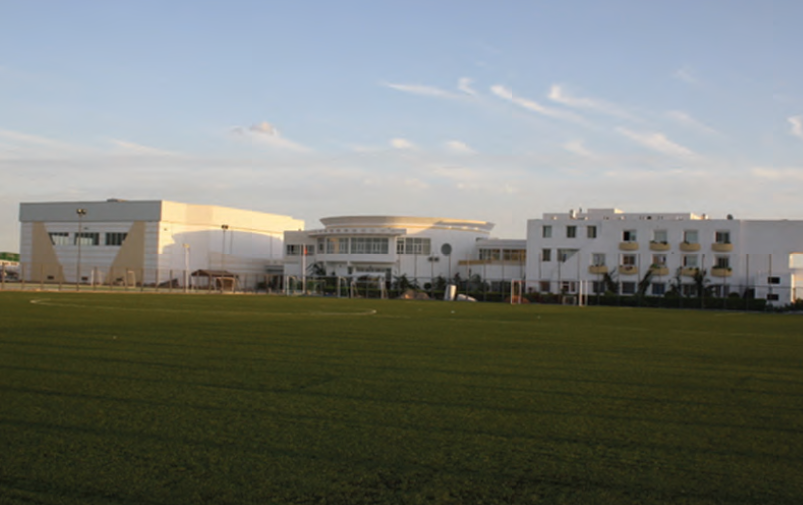
Terrain de football.

## Formation

### École de football du CSS
L'école a suivi deux politiques principales : la première, mise en place de la fondation du club jusqu'aux années 1980, se base principalement sur la formation des jeunes de la région ; la deuxième, mise en place après la construction du complexe sportif de la route El-Matar, se base sur le recrutement des jeunes de toutes les régions du pays. Pour diminuer les dépenses de recrutement des joueurs, le centre de formation cherche à former des joueurs à plusieurs postes. Grâce à la stratégie de régénération de l'équipe senior, 18 joueurs formés à l'école de football se trouvent dans l'effectif de cette catégorie.
Un cadre technique spécialisé gère l'école : il se compose d'un directeur technique, de deux préparateurs physiques, de deux entraîneurs des gardiens et de neuf entraîneurs de football. Pendant son histoire, les jeunes du centre de formation du Club sportif sfaxien ont toujours été présents sur les podiums des championnats juniors. L'équipe espoir a remporté le championnat des espoirs tunisien en 2010 et 2011.
À l'échelle nationale, l'école a formé beaucoup de joueurs qui évoluent dans plusieurs équipes[source secondaire nécessaire] de Ligue II et Ligue II : Jeunesse sportive kairouanaise, Avenir sportif de Gabès, Stade tunisien et Club athlétique bizertin. À l'échelle internationale, le centre de formation a une bonne réputation grâce à ces joueurs qu'ils évoluent dans les grandes équipes européennes et africaines. Plusieurs joueurs sortis du centre de formation ont marqué le football tunisien, dont Hammadi Agrebi, Mokhtar Dhouib, Mohamed Ali Akid, Skander Souayah, Hatem Trabelsi et Haikel Gmamdia.

### Académie de football du CSS
Afin de diversifier ses ressources financière et découvrir des talents jeunes, le Club sportif sfaxien fonde en 2005 une académie de football pour les enfants âgés entre cinq et douze ans. Il existe cinq centres de formation dans la région de Sfax (El Matar, 2-Mars, Gremda, Sakiet Ezzit et Rue Raed El Bjaoui). L'effectif total des enfants qui appartiennent à l'académie est de 850 adhérents[réf. souhaitée].

## Couleurs

### Emblèmes

Logo du CSS à partir de 1962.
Logo du CSS utilisé par la presse et les médias depuis 2000.
Logo du CSS apparu en 2008 à l'occasion du 80e anniversaire du club.

### Maillots
Le Club sportif sfaxien est fondé en 1928 sous le nom de Club tunisien. Jusqu'en 1962, le club joue avec les couleurs rouge et vert. Après le changement de son nom en 1962, il change les couleurs de son maillot en optant pour le noir et le blanc. L'idée des nouvelles couleurs vient de Milan Kristić, entraîneur du club entre 1961 et 1966.
Le maillot est longtemps réalisé par l'entreprise textile italienne, Kappa, remplacée en 2009 par l'entreprise allemande Uhlsport puis par Nike à partir de 2012. En 2022, le club s'engage avec l'équipementier danois Hummel. Durant son histoire, le Club sportif sfaxien a porté plusieurs versions de son maillot. La société de télécommunication Orange Tunisie devient, à partir de la saison sportive 2010-2011, le sponsor officiel du maillot dans les compétitions nationales et africaines.
| 1928-1962 | Après 1962 |

## Supporters
Le Club sportif sfaxien suit également l'exemple des grands clubs européens en disposant de six groupes de supporters ultras dont le premier a vu le jour en 2003[réf. souhaitée]. Ces groupes s'occupent des tifos réalisés à l'entrée des joueurs et se chargent de les soutenir durant tout le match.

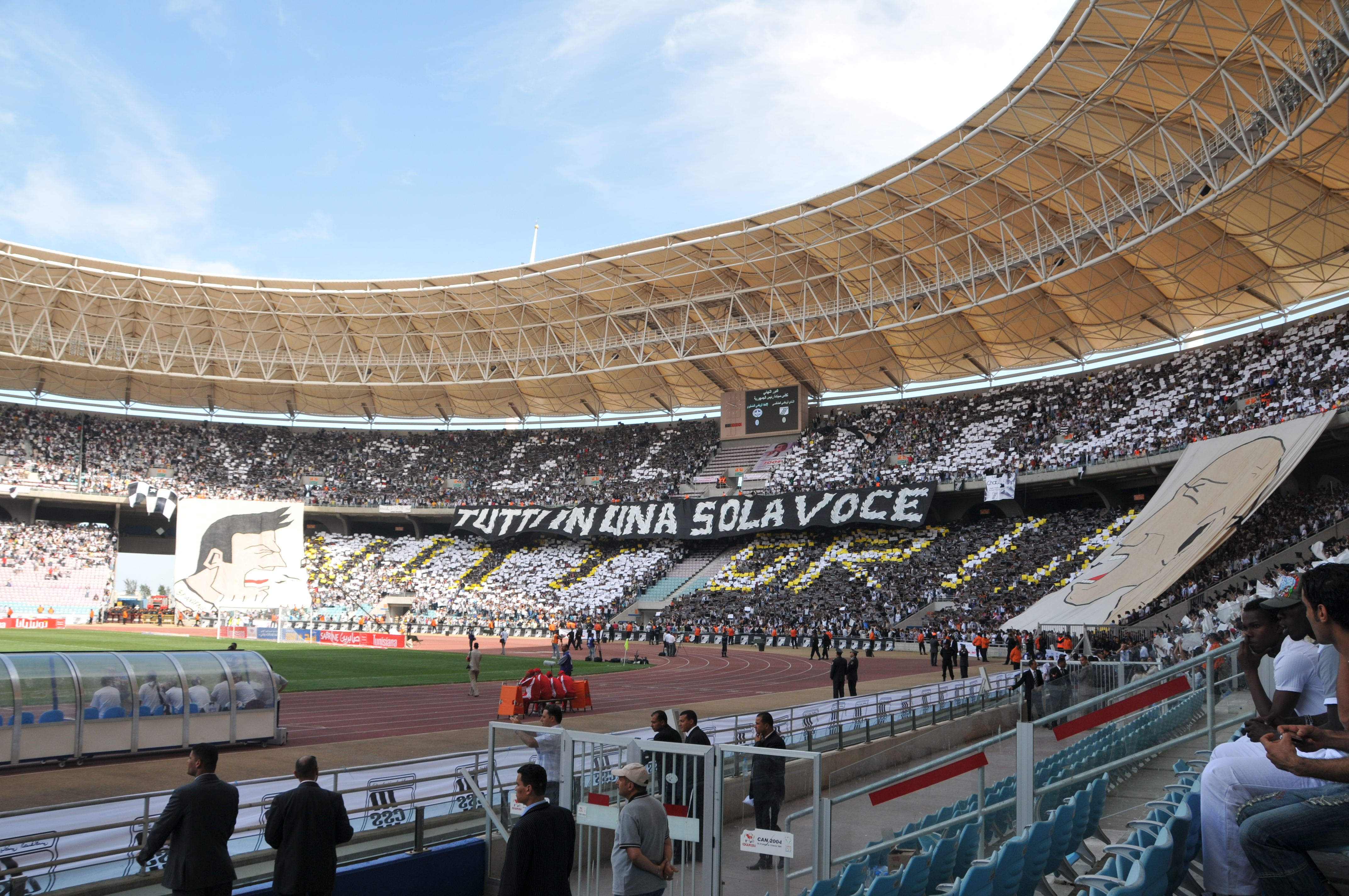
Groupe de supporters en 2009 au stade olympique de Radès (alors appelé stade du 7-Novembre).
Logo des Black & White Fighters.
Logo des Ultras sfaxiens.